# Петров, Валерий Иванович (футболист)
Валерий Иванович Петров (род. 1949) — советский футболист, нападающий.
В конце 1960-х был в составе ленинградского «Зенита». В 1968—1969 играл за дубль, в 1969 также провёл три матча за основной состав: в июне сыграл два матче в чемпионате — в гостях с «Кайратом» (1:0) и «Динамо» Тбилиси (0:4) и домашний матч 1/8 финала Кубка СССР с московским «Торпедо» (0:1), во всех играх выходил на замену в середине второго тайма. 1970 год провёл в «Автомобилисте» Кзыл-Орда, игравшем в классе «Б» (четвёртой по уровню лиге). Следующий сезон начал в команде первой лиги «Шахтёр» Караганда, затем вернулся в «Автомобилист», где играл следующие 1,5 года во второй лиге. Далее играл во второй лиге за «Спартак» Семипалатинск (1974) и «Химик» Джамбул (1975—1976).